# Pic à face jaune
Chrysocolaptes xanthocephalus
Espèce
Statut de conservation UICN

 EN C2a(i) : En danger
Le Pic à face jaune (Chrysocolaptes xanthocephalus) est une espèce d'oiseaux de la famille des Picidae. Ce pic est endémique des îles Negros et Panay dans les Philippines, la déforestation de son habitat en fait une espèce en danger d'extinction, avec une population comprise entre 250 et 1000 individus, selon l'Union internationale pour la conservation de la nature. La quasi-totalité (plus de 80 %) de son habitat originel, a été modifié par l'Homme.